# Sinagoga Ets Hayim
La Sinagoga Ets Hayim (en castellano: el árbol de la vida) (en árabe: معبد حنان) es una sinagoga que se encuentra en la capital de Egipto, El Cairo. El templo fue construido en 1900. La sinagoga se encuentra en el barrio de Daher. 
Entre sus miembros famosos se encuentra la actriz egipcia judía Nagwa Salem (nombre de nacimiento: Ninette Shalom). El templo, tenía una escuela religiosa y una mikve (un baño ritual judío). El suelo de mármol del templo, resultó dañado durante el terremoto del 12 de octubre de 1992. La sinagoga es protegida por el consejo supremo egipcio de antigüedades. El templo es custodiado por un policía. La sinagoga fue utilizada por última vez en 1967.